# Estadio La Martinica
El Estadio La Martinica fue un estadio de fútbol, situado en la ciudad de León, en estado de Guanajuato en México. Servía de sede habitual al Unión de Curtidores, pero se mudaron al Estadio León. En su última etapa funcionó como sede de los equipos Garra Leonesa y Atlético ECCA de la Tercera División de México. Se ubicaba en la Calle Antonio "La Tota" Carbajal esquina Malecón del Río, Colonia La Martinica.
21,1164266, -101,6654795
Actualmente se encuentra en estado de demolición, ciertos rumores afirman la llegada de un nuevo centro comercial en los terrenos.

## Historia
Se termina de construir en 1950, cuando Alfonso Guerra edificó en sus terrenos el Estadio la Martinica, con cupo para 2000 personas, cobrando 5 centavos. Al año siguiente el conjunto esmeralda ya entrenaba en este último estadio, que sería su sede por muchos años.

## Actualidad
Cabe señalar que actualmente por disposición de protección civil ante las malas condiciones que se tienen en el estadio, solo se utiliza el sector de sombra con una capacidad de 6000 espectadores. Esta disposición esta vigente desde febrero del 2002.
Sin embargo, se realizan torneos amistosos municipales para personas de la Tercera edad, participando diversos equipos y teniendo exfutbolistas como Alfonso "EL Mochis" Gómez.
Anteriormente se disputaban grandes encuentros de Primera División y clásicos de la región entre León y Unión de Curtidores.
Con el paso del tiempo el estadio fue quedando en el abandono, hasta que en el mes de marzo de 2017 comenzó la demolición del estadio sin estar autorizada por el Ayuntamiento de León, finalmente el 30 de mayo se permitió la demolición de manera legal, por lo que se inició formalmente el proceso para desmantelar las instalaciones de La Martinica.